# Ручкин, Алексей Степанович
Алексей Степанович Ручкин (род. 17 февраля 1947, Соболево, Вологодская область, РСФСР, СССР) — российский политик, аграрий, народный депутат СССР.
Родился 17 февраля 1947 года в селе Соболево Устюженского района Вологодской области в крестьянской семье.
В 1955—1965 годах учился в Устюженской средней школе.

## Трудовая деятельность
После окончания школы — шофёр в колхозе «Авангард».
С 1966 по 1968 год — служба в рядах Советской Армии.
В 1969—1974 годах — председатель Сошневского сельского совета Устюженского района, одновременно учёба во Всесоюзном юридическом заочном институте по специальности «правоведение».
с 1974 по 1975 год — заместитель начальника Устюженского районного отдела внутренних дел.
В 1975 году А. С. Ручкин был избран председателем колхоза «Авангард» Устюженского района, который стал крупнейшим в области межхозяйственным животноводческим комплексом по откорму крупного рогатого скота с ежегодной реализацией до тысячи тонн мяса в живом весе.
В 1989 году жители двенадцати районов области избрали народным депутатом СССР.
В 1991 году А. С. Ручкин возглавил агропромышленный комитет Вологодской области.
В 1993 году был одним из создателей Аграрной партии России.
С 1996 по 2004 год был заместителем председателя АПР и руководителем Центрального аппарата Аграрной партии.
В 2006 году был одним из учредителей Российского земельного союза; с 2006 по 2011 годы работал заместителем исполнительного директора Российского земельного союза, был членом Центрального совета РЗС.
28 июля 2012 года на Учредительном съезде избран Сопредседателем Объединённой аграрно-промышленной партии России.